# Pitthea
Pitthea är ett släkte av fjärilar. Pitthea ingår i familjen mätare.

## Bildgalleri

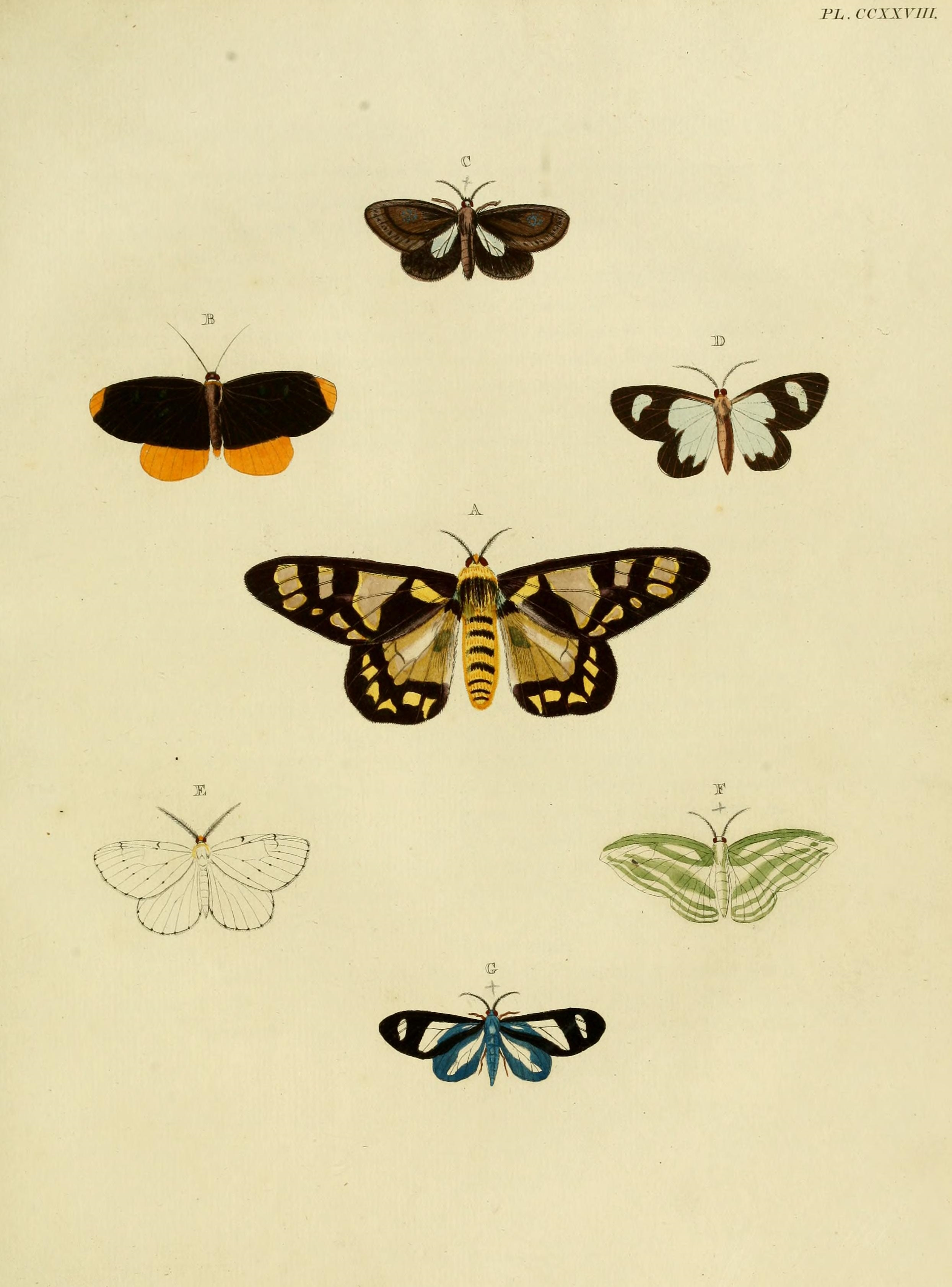

## Dottertaxa tillPitthea, i alfabetisk ordning[1]
- Pitthea abbreviata
- Pitthea agenoria
- Pitthea albolineata
- Pitthea argentiplaga
- Pitthea aurantifascia
- Pitthea bifasciola
- Pitthea caesarea
- Pitthea catadela
- Pitthea continua
- Pitthea cryptochroma
- Pitthea cunaxa
- Pitthea cyanomeris
- Pitthea decisa
- Pitthea eximia
- Pitthea expandens
- Pitthea famula
- Pitthea famulita
- Pitthea flavimargo
- Pitthea flavipicta
- Pitthea fractimacula
- Pitthea fuliginosa
- Pitthea lacunata
- Pitthea lynckerii
- Pitthea mungi
- Pitthea neavi
- Pitthea perspicua
- Pitthea pypomima
- Pitthea rubriplaga
- Pitthea sanguiflua
- Pitthea sospes
- Pitthea subflaveola
- Pitthea syndroma
- Pitthea tamsi
- Pitthea trifasciata
- Pitthea triplagiata
- Pitthea türckheimia